# Scolelepis branchia
Scolelepis branchia är en ringmaskart som beskrevs av Imajima 1992. Scolelepis branchia ingår i släktet Scolelepis och familjen Spionidae. Inga underarter finns listade i Catalogue of Life.